# Lijst van voetbalinterlands Egypte - Soedan
Deze lijst van voetbalinterlands is een overzicht van alle officiële voetbalwedstrijden tussen de nationale teams van Egypte en Soedan. De landen hebben tot op heden achttien keer tegen elkaar gespeeld. De eerste wedstrijd, een halve finale van de Afrika Cup 1957, vond plaats op 10 februari 1957 in Khartoem. Het laatste duel, een groepswedstrijd tijdens de Africa Cup 2021, werd gespeeld in Yaoundé (Kameroen) op 19 januari 2022.

## Wedstrijden
| №  | Plaats     | Datum            | Competitie                   | Wedstrijd                              | Uitslag |
| -- | ---------- | ---------------- | ---------------------------- | -------------------------------------- | ------- |
| 1  | Khartoem   | 10 februari 1957 | Afrika Cup 1957              | Soedan − Egypte                        | 1 − 2   |
| 2  | Caïro      | 29 mei 1959      | Afrika Cup 1959              | Verenigde Arabische Republiek − Soedan | 2 − 1   |
| 3  | Kumasi     | 26 november 1963 | Afrika Cup 1963              | Soedan − Verenigde Arabische Republiek | 2 − 2   |
| 4  | Caïro      | 4 september 1965 | Pan Arabische Spelen 1965    | Verenigde Arabische Republiek − Soedan | 2 − 0   |
| 5  | Caïro      | 2 november 1969  | Vriendschappelijk            | Verenigde Arabische Republiek − Soedan | 3 − 1   |
| 6  | Khartoem   | 14 februari 1970 | Afrika Cup 1970              | Soedan − Verenigde Arabische Republiek | 2 − 1   |
| 7  | Tunis      | 26 december 1975 | Palestina Cup 1975           | Egypte − Soedan                        | 3 − 1   |
| 8  | Khartoem   | 4 september 1994 | Afrika Cup 1996 kwalificatie | Soedan − Egypte                        | 0 − 0   |
| 9  | Alexandrië | 7 april 1995     | Afrika Cup 1996 kwalificatie | Egypte − Soedan                        | 3 − 1   |
| 10 | Khartoem   | 8 oktober 2000   | Afrika Cup 2002 kwalificatie | Soedan − Egypte                        | 0 − 1   |
| 11 | Caïro      | 1 juni 2001      | Afrika Cup 2002 kwalificatie | Egypte − Soedan                        | 3 − 2   |
| 12 | Caïro      | 23 augustus 2002 | Vriendschappelijk            | Egypte − Soedan                        | 3 − 0   |
| 13 | Khartoem   | 6 juni 2004      | WK 2006 kwalificatie         | Soedan − Egypte                        | 0 − 3   |
| 14 | Caïro      | 5 juni 2005      | WK 2006 kwalificatie         | Egypte − Soedan                        | 6 − 1   |
| 15 | Kumasi     | 26 januari 2008  | Afrika Cup 2008              | Egypte − Soedan                        | 3 − 0   |
| 16 | Omdurman   | 20 augustus 2008 | Vriendschappelijk            | Soedan − Egypte                        | 4 − 0   |
| 17 | Doha       | 4 december 2021  | FIFA Arab Cup 2021           | Soedan − Egypte                        | 0 − 5   |
| 18 | Yaoundé    | 19 januari 2022  | Afrika Cup 2021              | Egypte − Soedan                        | 1 − 0   |

## Samenvatting
| Competitie              | Totaal gespeeld | Winst Egypte | Gelijk | Winst Soedan | Doelsaldo Egypte – Soedan |
| ----------------------- | --------------- | ------------ | ------ | ------------ | ------------------------- |
| WK-kwalificatie         | 2               | 2            | 0      | 0            | 9 − 1                     |
| Afrika Cup              | 6               | 4            | 1      | 1            | 11 − 6                    |
| Afrika Cup-kwalificatie | 4               | 3            | 1      | 0            | 7 − 3                     |
| FIFA Arab Cup           | 1               | 1            | 0      | 0            | 5 − 0                     |
| Palestina Cup           | 1               | 1            | 0      | 0            | 3 − 1                     |
| Pan Arabische Spelen    | 1               | 1            | 0      | 0            | 2 − 0                     |
| Vriendschappelijk       | 3               | 2            | 0      | 1            | 6 − 5                     |
| Totaal                  | 18              | 14           | 2      | 2            | 43 − 16                   |

Wedstrijden bepaald door strafschoppen worden, in lijn met de FIFA, als een gelijkspel gerekend.

## Details

### Eerste ontmoeting
| Halve finale Afrika Cup 1957 (Khartoem, Soedan, Municipal Stadion, 10 februari 1957): |              | |
| Soedan | 1 – 2        | Egypte |
| Al-Bashir 58' | goals        | Ateya 21' (pen.) Ad-Diba 72' |
| József Háda | bondscoach   | Mourad Fahmy |
| Faysal Al-Sayed Ahmed Aly Osman Sabahi Babakr 'Osman Dim' Boraî Selim Ibrahim Mohammed Ali 'Ibrahim Kabir' Abbas Al-Hedi Syam Sayed Mostafa Hassan Abdullah Jumaa Zarkan Boraî Ahmed Al-Bashir Hassan Yousef Hassan 'Abu Al-Aîla' Seddiq Mohammed Manzul Ibrahim Ali Kheir-Alla 'El-Jak Agab' | opstellingen | Paraskos Trimeritis 'Brascos' Nour El-Din El-Dali Mosaad Daoud Refaat El-Fanagili Sayed Abou-Bakr 'Baidou' Mohammed Samir Qotb Ibrahim Tawfiq Mohammed Diab El-Attar 'El-Diba' Raafat Ateya Helmy Alaa El-Din Hassanin El-Hamouli Mohammed Abdel-Fattah 'Hamdi' |

### Tweede ontmoeting
| Afrika Cup 1959 (Caïro, Verenigde Arabische Republiek, Mokhtar El-Tetsh Stadium, 29 mei 1959): |              | |
| Verenigde Arabische Republiek | 2 – 1        | Soedan |
| Baheeg 12', 89' | goals        | Manzul 65' |
| Pál Titkos | bondscoach   | József Hádai |
| Adel Mohammed Heykal Tareq Selim Yaken Zaki Hussein Refaat El-Fanagili Taha Ismail Mohammed Abdel-Latif 'Mimi' El-Sherbini Mahmoud El-Gohary Sherif El-Far Mohammed Saleh Selim Esam Baheeg Alaa El-Din Hassanin El-Hamoul | opstellingen | Samir Mohammed Ali Ahmed Mutawakil Mohammed El-Bashir Hassan Mohammed Al-Abd Ibrahim Mohammed Ali 'Ibrahim Kabir' Abbas Al-Hedi Syam Suleiman Difalla Al-Mahina Mahmoud Abd Zoubeir Boraî Ahmed El-Bashir Mutalib Abdel-Nasser 'Drissa' Seddiq Mohammed Manzul Abdullah Wahag |
| - Verenigde Arabische Republiek werd voor de tweede keer kampioen van Afrika. |              | |

### Zestiende ontmoeting
| Vriendschappelijk (Omdurman, Soedan, 20 augustus 2008):                               |       |        |
| Soedan                                                                                | 4 – 0 | Egypte |
| Mahmoud Fathallah 35' (e.d.) Moddather Kareka 80' Ahmed Adel 87' Moddather Kareka 90' | goals |        |

EFA · A-internationals · Selecties · Bondscoaches · Egyptisch vrouwenelftal · Olympisch elftal · Egypte U21 · Egypte U20 · Egypte U19 · Egypte U18 · Egypte U17
1920 – 1929 · 
1930 – 1939 · 
1940 – 1949 · 
1950 – 1959 · 
1960 – 1969 · 
1970 – 1979 · 
1980 – 1989 · 
1990 – 1999 · 
2000 – 2009 · 
2010 – 2019 ·
2020 − 2029
WK 1934 · 
WK 1990 · 
WK 2018
OS 1924 · 
OS 1928 · 
OS 1936 · 
OS 1948 · 
OS 1952 · 
OS 1960 · 
OS 1964 · 
OS 1968 · 
OS 1992 · 
OS 2012 · 
OS 2020
1920 · 
1921–1923 · 
1924 · 
1925–1927 · 
1928 · 
1929–1931 · 
1932 · 
1933 · 
1934 · 
1935 · 
1936 · 
1937–1947 · 
1948 · 
1949 · 
1950 · 
1952 · 
1952 · 
1953 · 
1954 · 
1955 · 
1956 · 
1957 · 
1958 · 
1959 · 
1960 · 
1961 · 
1962 · 
1963 · 
1964 · 
1965 · 
1966 · 
1967 · 
1968 · 
1969 · 
1970 · 
1971 · 
1972 · 
1973 · 
1974 · 
1975 · 
1976 · 
1977 · 
1978 · 
1979 · 
1980 · 
1981 · 
1982 · 
1983 · 
1984 · 
1985 · 
1986 · 
1987 · 
1988 · 
1989 · 
1990 · 
1991 · 
1992 · 
1993 · 
1994 · 
1995 · 
1996 · 
1997 · 
1998 · 
1999 · 
2000 · 
2001 · 
2002 · 
2003 · 
2004 · 
2005 · 
2006 · 
2007 · 
2008 · 
2009 · 
2010 · 
2011 · 
2012 ·
2013 ·
2014 ·
2015 ·
2016 ·
2017 ·
2018 ·
2019 ·
2020 ·
2021 ·
2022 ·
2023 ·
2024
Algerije ·
Angola ·
Argentinië ·
Australië ·
Bahrein ·
België ·
Benin ·
Bolivia ·
Bosnië en Herzegovina ·
Botswana ·
Brazilië ·
Bulgarije ·
Burkina Faso ·
Burundi ·
Canada ·
Centraal-Afrikaanse Republiek ·
Chili ·
China ·
Colombia ·
Comoren ·
Congo-Brazzaville ·
Congo-Kinshasa ·
DDR ·
Denemarken ·
Djibouti ·
Duitsland ·
Engeland ·
Equatoriaal-Guinea ·
Estland ·
Ethiopië ·
Finland ·
Frankrijk ·
Gabon ·
Georgië ·
Ghana ·
Griekenland ·
Guinee ·
Guinee-Bissau ·
Hongarije ·
Ierland ·
Indonesië ·
Irak ·
Iran ·
Italië ·
Ivoorkust ·
Jamaica ·
Japan ·
Jemen ·
Joegoslavië ·
Jordanië ·
Kaapverdië ·
Kameroen ·
Kenia ·
Koeweit ·
Kroatië ·
Libanon ·
Liberia ·
Libië ·
Litouwen ·
Luxemburg ·
Madagaskar ·
Malawi ·
Mali ·
Malta ·
Marokko ·
Mauritanië ·
Mauritius ·
Mexico ·
Mozambique ·
Namibië ·
Nederland ·
Nieuw-Zeeland ·
Niger ·
Nigeria ·
Noord-Korea ·
Noord-Macedonië ·
Noorwegen ·
Oeganda ·
Oman ·
Oostenrijk ·
Palestina ·
Polen ·
Portugal ·
Qatar ·
Roemenië ·
Rusland ·
Rwanda ·
Saoedi-Arabië ·
Schotland ·
Senegal ·
Sierra Leone ·
Slowakije ·
Soedan ·
Somalië ·
Spanje ·
Swaziland ·
Syrië ·
Tanzania ·
Thailand ·
Togo ·
Trinidad en Tobago ·
Tsjaad ·
Tsjecho-Slowakije ·
Tunesië ·
Turkije ·
Uruguay ·
Verenigde Arabische Emiraten ·
Verenigde Staten ·
Wit-Rusland ·
Zambia ·
Zimbabwe ·
Zuid-Afrika ·
Zuid-Jemen ·
Zuid-Korea ·
Zuid-Soedan ·
Zweden ·
Zwitserland
Kameroen (2017) ·
Rusland (2018) ·
Saoedi-Arabië (2018) ·
Uruguay (2018)
SFA ·
Bondscoaches ·
Topscorers ·
Soedanees vrouwenelftal
1956 · 
1957 · 
1958 · 
1959 · 
1960 · 
1961 · 
1962 · 
1963 · 
1964 · 
1965 · 
1966 · 
1967 · 
1968 · 
1969 · 
1970 · 
1971 · 
1972 · 
1973 · 
1974 · 
1975 · 
1976 · 
1977 · 
1978 · 
1979 · 
1980 · 
1981 · 
1982 · 
1983 · 
1984 · 
1985 · 
1986 · 
1987 · 
1988 · 
1989 · 
1990 · 
1991 · 
1992 · 
1993 · 
1994 · 
1995 · 
1996 · 
1997 · 
1998 · 
1999 · 
2000 · 
2001 · 
2002 · 
2003 · 
2004 · 
2005 · 
2006 · 
2007 · 
2008 · 
2009 · 
2010 · 
2011 · 
2012 · 
2013 · 
2014 ·
2015 ·
2016 ·
2017 ·
2018 ·
2019 ·
2020 ·
2021
Algerije ·
Angola ·
Bahrein ·
Bangladesh ·
Benin ·
Burkina Faso ·
Burundi ·
Centraal-Afrikaanse Republiek ·
China ·
Congo-Brazzaville ·
Congo-Kinshasa ·
Djibouti ·
Egypte ·
Equatoriaal-Guinea ·
Eritrea ·
Ethiopië ·
Gabon ·
Ghana ·
Guinee ·
Guinee-Bissau ·
Irak ·
Ivoorkust ·
Jemen ·
Jordanië ·
Kameroen ·
Kenia ·
Koeweit ·
Lesotho ·
Libanon ·
Liberia ·
Libië ·
Madagaskar ·
Malawi ·
Mali ·
Marokko ·
Mauritanië ·
Mauritius ·
Mozambique ·
Nieuw-Zeeland ·
Niger ·
Nigeria ·
Oeganda ·
Oman ·
Palestina ·
Qatar ·
Rwanda ·
Saoedi-Arabië ·
Sao Tomé en Principe ·
Senegal ·
Seychellen ·
Sierra Leone ·
Somalië ·
Sri Lanka ·
Swaziland ·
Syrië ·
Tanzania ·
Togo ·
Tsjaad ·
Tunesië ·
Verenigde Arabische Emiraten ·
Zambia ·
Zimbabwe ·
Zuid-Afrika ·
Zuid-Korea ·
Zuid-Soedan